# Live (Killers)
Live è un album dal vivo dei Killers, pubblicato nel 1997.

## Tracce
1. Advance And Be Recognized – 1:09
2. Marshall Lokjaw – 4:09
3. The Beast – 4:45
4. Wrathchild – 2:50
5. A Song For You – 4:00
6. Three Words – 5:58
7. Impaler – 3:57
8. Murders In The Rue Morgue – 4:32
9. Children Of The Revolution – 4:40
10. Chemical Imbalance – 4:44
11. Remember Tomorrow – 5:28
12. Protector – 4:55
13. Die By The Gun – 3:58
14. Faith Healer (The Sensational Alex Harvey Band Cover) – 6:13
15. Sanctuary – 2:40
16. Phantom Of The Opera – 6:31